# Rolls-Royce RB211
Rolls-Royce RB211 je řada turbodmychadlových leteckých motorů firmy Rolls-Royce plc. Špatné řízení v počátku vývoje motoru a následné zvýšení nákladů vedlo ke znárodnění společnosti Rolls-Royce Limited.
Původně byl tento motor vyvinut pro Lockheed L-1011, do služby se dostal v roce 1972 a ve své době byl jediným motorem, který byl schopný pohonu takového typu letadla. Motor RB211 byl také prvním tříhřídelovým motorem, který se dostal do výroby a firma Rolls-Royce se díky němu stala významným hráčem v oblasti leteckých motorů v globálním postavení. Již na počátku sedmdesátých let Rolls-Royce počítal s tím, že motor bude schopný nejméně 50 let nepřetržitého vývoje.
Pozdější varianty byly montovány i do letadel Boeing 747, Boeing 757, Boeing 767 a Tupolev Tu-204. Motor byl dodáván v letech 1972 - 1990 a jeho tah se pohybuje v rozmezí 182,5 to 264,4 kN. RB211 byl v 90. letech oficiálně nahrazen motory řady Rolls-Royce Trent, která z RB211 vychází.

## Specifikace

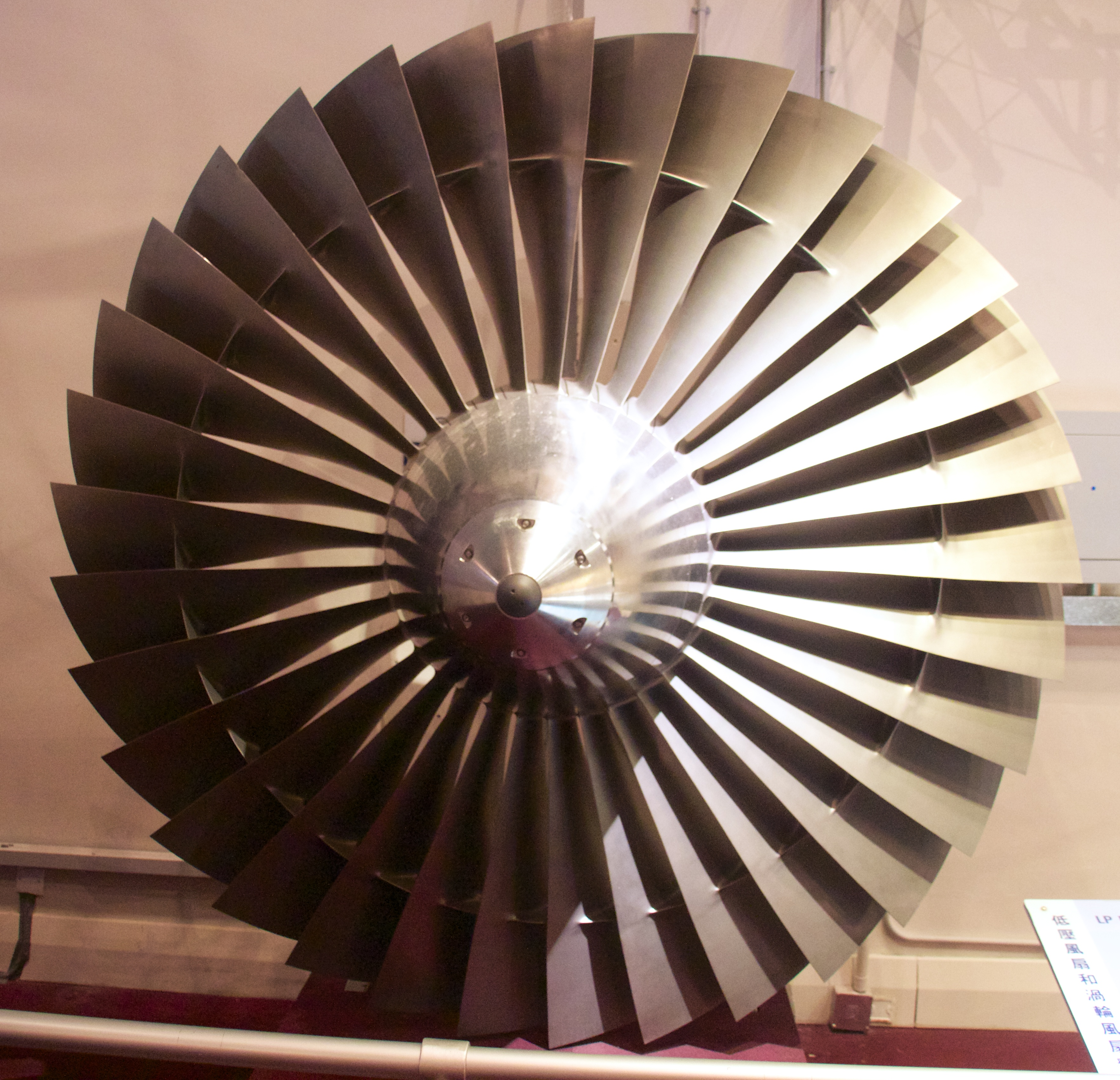
Dmychadlo motoru RB211 v Hong Kong Science Museum

| Série                  | -22                                                         | -524B/C/D                                                   | -524G/H                                                     | -535                                                        |                                                             |
| ---------------------- | ----------------------------------------------------------- | ----------------------------------------------------------- | ----------------------------------------------------------- | ----------------------------------------------------------- | ----------------------------------------------------------- |
| Typ                    | tříhířdelový dvouproudový motor s vysokým obtokovým poměrem | tříhířdelový dvouproudový motor s vysokým obtokovým poměrem | tříhířdelový dvouproudový motor s vysokým obtokovým poměrem | tříhířdelový dvouproudový motor s vysokým obtokovým poměrem | tříhířdelový dvouproudový motor s vysokým obtokovým poměrem |
| Délka                  | 204,33 inches (5,190 m)                                     | 179–189,8 inches (4,55–4,82 m)                              | 187,35 inches (4,759 m)                                     | 198,2 inches (5,03 m)                                       |                                                             |
| Průměr                 | 86,3 inches (2,19 m) Fan                                    | 86,3 inches (2,19 m) Fan                                    | 86,3 inches (2,19 m) Fan                                    | 74,1 inches (1,88 m) Fan                                    |                                                             |
| Suchá hmotnost         | 11 929 liber 5 411 kg                                       | 11 000–11 199 liber 4 990–5 080 kg                          | 12 540–12 764 liber 5 688–5 790 kg                          | 8 169 liber 3 705 kg                                        |                                                             |
| Kompresor              | 1 Fan, 7 IP stages, 6 HP stages                             | 1 Fan, 7 IP stages, 6 HP stages                             | 1 Fan, 7 IP stages, 6 HP stages                             | 1 Fan, 6 IP, 6 HP                                           |                                                             |
| Spalovací komora       | prstencová                                                  | prstencová                                                  | prstencová                                                  | prstencová                                                  |                                                             |
| Turbína                | 1 HP stupeň, 1 IP stupeň, 3 LP stupně                       | 1 HP stupeň, 1 IP stupeň, 3 LP stupně                       | 1 HP stupeň, 1 IP stupeň, 3 LP stupně                       | 1 HP stupeň, 1 IP stupeň, 3 LP stupně                       |                                                             |
| Max. tah               | 41 030–42 670 pounds-force 182,5–189,8 kN                   | 49 120–52 810 pounds-force 218,5–234,9 kN                   | 56 870–59 450 pounds-force 253,0–264,4 kN                   | 42 540 pounds-force 189,2 kN                                |                                                             |
| Celkový poměr stlačení | 24.7:1                                                      | 28-29.5:1                                                   | 32.8-32.9:1                                                 | 25:1                                                        |                                                             |
| Obtokový poměr         | 5:1                                                         | 5:1                                                         | 4.3:1                                                       | 4.4:1                                                       |                                                             |
| Měrná spotřeba paliva  | 0.382 lb/lbf/h 10.8 g/kN/s                                  | 0.371–0.382 lb/lbf/h 10.5–10.8 g/kN/s                       | 0.3651–0.3889 lb/lbf/h 10.34–11.02 g/kN/s                   | 0.381 lb/lbf/h 10.8 g/kN/s                                  |                                                             |
| Poměr tah/hmotnost     | 3.44-3.58                                                   | 4.39-4.8                                                    | 4.46-4.74                                                   | 5.21                                                        |                                                             |
| 100% ot./min.          | HP 10,611, IP 7,000, LP 3,900                               | HP 10,611, IP 7,000, LP 3,900                               | HP 10,611, IP 7,000, LP 3,900                               | HP 10,611, IP 7,000, LP 4,500                               |                                                             |
| Uvedení do služby      | 1972                                                        | 1977-1981                                                   | 1989-1998                                                   | 1983-1989                                                   |                                                             |
| Použití                | Lockheed L-1011-1/100                                       | Boeing 747-200/SP Lockheed L-1011-200/250/500               | Boeing 747-400 Boeing 767-300(ER)                           | Boeing 757-200/300 Tupolev Tu-204                           |                                                             |